# Municipio de White River (condado de Independence)
El municipio de White River (en inglés: White River Township) es un municipio ubicado en el condado de Independence en el estado estadounidense de Arkansas. En el año 2010 tenía una población de 1138 habitantes y una densidad poblacional de 27,64 personas por km².

## Geografía
El municipio de White River se encuentra ubicado en las coordenadas 35°44′11″N 91°30′44″O / 35.73639, -91.51222. Según la Oficina del Censo de los Estados Unidos, el municipio tiene una superficie total de 41.17 km², de la cual 40,7 km² corresponden a tierra firme y (1,16 %) 0,48 km² es agua.

## Demografía
Según el censo de 2010, había 1138 personas residiendo en el municipio de White River. La densidad de población era de 27,64 hab./km². De los 1138 habitantes, el municipio de White River estaba compuesto por el 96,57 % blancos, el 1,32 % eran afroamericanos, el 0,26 % eran amerindios, el 0,26 % eran isleños del Pacífico, el 0,44 % eran de otras razas y el 1,14 % eran de una mezcla de razas. Del total de la población el 1,32 % eran hispanos o latinos de cualquier raza.